# گمینا ژانشنگا
گمینا ژانشنگا (به لهستانی:  Gmina Rząśnia) یک گمینا در لهستان است که در شهرستان پاینچنو واقع شده‌است. گمینا ژانشنگا ۸۶٫۳۷ کیلومتر مربع مساحت و ۴٬۸۰۲ نفر جمعیت دارد.